# 8.ª etapa do Giro d'Italia de 2021
A 8.ª etapa do Giro d'Italia de 2021 teve lugar a 15 de maio de 2021 entre Foggia e Guardia Sanframondi sobre um percurso de 170 km e foi vencida em solitário pelo francês Victor Lafay da equipa Cofidis, Solutions Crédits. O húngaro Attila Valter conseguiu manter um dia mais a liderança.

## Classificação da etapa
| Foggia - Guardia Sanframondi | média montanha | (170 km) |

| \| Classificação por etapas \| Classificação por etapas \| Classificação por etapas \| Classificação por etapas \| Classificação por etapas \| \| Ciclista \| Ciclista \| Equipe \| Tempo \| \| \| ------------------------ \| ------------------------ \| ------------------------ \| ------------------------ \| ------------------------ \| \| 1. \| Victor Lafay \| Cofidis \| 4h06m47s \| \| \| 2. \| Francesco Gavazzi \| Eolo-Kometa \| + 36s \| \| \| 3. \| Nikias Arndt \| Team DSM \| + 37s \| \| \| 4. \| Nelson Oliveira \| Movistar Team \| + 41s \| \| \| 5. \| Giovanni Carboni \| Bardiani CSF Faizanè \| + 44s \| \| \| 6. \| Kobe Goossens \| Lotto-Soudal \| + 58s \| \| \| 7. \| Victor Campenaerts \| Qhubeka Assos \| + 1m00s \| \| \| 8. \| Alexis Gougeard \| AG2R Citroën Team \| + 1m54s \| \| \| 9. \| Fernando Gaviria \| UAE Team Emirates \| + 3m04s \| \| \| 10. \| João Almeida \| Deceuninck-Quick Step \| + 4m48s \| \| |                    |                       |          |
| |                    |                       |          |
| Fonte: ProCyclingStats |                    |                       |          |
| Classificação por etapas |                    |                       |          |
| Ciclista | Ciclista           | Equipe                | Tempo    |
| 1. | Victor Lafay       | Cofidis               | 4h06m47s |
| 2. | Francesco Gavazzi  | Eolo-Kometa           | + 36s    |
| 3. | Nikias Arndt       | Team DSM              | + 37s    |
| 4. | Nelson Oliveira    | Movistar Team         | + 41s    |
| 5. | Giovanni Carboni   | Bardiani CSF Faizanè  | + 44s    |
| 6. | Kobe Goossens      | Lotto-Soudal          | + 58s    |
| 7. | Victor Campenaerts | Qhubeka Assos         | + 1m00s  |
| 8. | Alexis Gougeard    | AG2R Citroën Team     | + 1m54s  |
| 9. | Fernando Gaviria   | UAE Team Emirates     | + 3m04s  |
| 10. | João Almeida       | Deceuninck-Quick Step | + 4m48s  |

## Classificações ao final da etapa
- As classificações finalizaram da seguinte forma:[2]

### Classificação geral(Maglia Rosa)
| \| Classificação geral \| Classificação geral \| Classificação geral \| Classificação geral \| Classificação geral \| \| Ciclista \| Ciclista \| Equipe \| Tempo \| \| \| ------------------- \| ------------------- \| ---------------------- \| ------------------- \| ------------------- \| \| 1. \| Attila Valter \| Groupama-FDJ \| 31h10m53s \| \| \| 2. \| Remco Evenepoel \| Deceuninck-Quick Step \| + 11s \| \| \| 3. \| Egan Bernal \| Ineos Grenadiers \| + 16s \| \| \| 4. \| Aleksandr Vlasov \| Astana-Premier Tech \| + 24s \| \| \| 5. \| Hugh Carthy \| EF Education-Nippo \| + 38s \| \| \| 6. \| Damiano Caruso \| Bahrain Victorious \| + 39s \| \| \| 7. \| Giulio Ciccone \| Trek-Segafredo \| + 41s \| \| \| 8. \| Daniel Martin \| Israel Start-Up Nation \| + 47s \| \| \| 9. \| Simon Yates \| BikeExchange \| + 49s \| \| \| 10. \| Louis Vervaeke \| Alpecin-Fenix \| + 50s \| \| |                  |                        |           |
| |                  |                        |           |
| Fonte: ProCyclingStats |                  |                        |           |
| Classificação geral |                  |                        |           |
| Ciclista | Ciclista         | Equipe                 | Tempo     |
| 1. | Attila Valter    | Groupama-FDJ           | 31h10m53s |
| 2. | Remco Evenepoel  | Deceuninck-Quick Step  | + 11s     |
| 3. | Egan Bernal      | Ineos Grenadiers       | + 16s     |
| 4. | Aleksandr Vlasov | Astana-Premier Tech    | + 24s     |
| 5. | Hugh Carthy      | EF Education-Nippo     | + 38s     |
| 6. | Damiano Caruso   | Bahrain Victorious     | + 39s     |
| 7. | Giulio Ciccone   | Trek-Segafredo         | + 41s     |
| 8. | Daniel Martin    | Israel Start-Up Nation | + 47s     |
| 9. | Simon Yates      | BikeExchange           | + 49s     |
| 10. | Louis Vervaeke   | Alpecin-Fenix          | + 50s     |

### Classificação por pontos(Maglia Ciclamino)
| Classificação por pontos | Classificação por pontos | Classificação por pontos    | Classificação por pontos | Classificação por pontos |
| Ciclista                 | Ciclista                 | Equipe                      | Pontos                   |                          |
| ------------------------ | ------------------------ | --------------------------- | ------------------------ | ------------------------ |
| 1.                       | Tim Merlier              | Alpecin-Fenix               | 83 pts                   |                          |
| 2.                       | Giacomo Nizzolo          | Qhubeka Assos               | 76 pts                   |                          |
| 3.                       | Elia Viviani             | Cofidis                     | 69 pts                   |                          |
| 4.                       | Davide Cimolai           | Israel Start-Up Nation      | 66 pts                   |                          |
| 5.                       | Peter Sagan              | Bora-Hansgrohe              | 57 pts                   |                          |
| 6.                       | Fernando Gaviria         | UAE Team Emirates           | 56 pts                   |                          |
| 7.                       | Matteo Moschetti         | Trek-Segafredo              | 42 pts                   |                          |
| 8.                       | Filippo Tagliani         | Androni Giocattoli-Sidermec | 39 pts                   |                          |
| 9.                       | Filippo Fiorelli         | Bardiani CSF Faizanè        | 39 pts                   |                          |
| 10.                      | Dylan Groenewegen        | Jumbo-Visma                 | 36 pts                   |                          |

### Classificação da montanha(Maglia Azzurra)
| Classificação da montanha | Classificação da montanha | Classificação da montanha          | Classificação da montanha | Classificação da montanha |
| Ciclista                  | Ciclista                  | Equipe                             | Pontos                    |                           |
| ------------------------- | ------------------------- | ---------------------------------- | ------------------------- | ------------------------- |
| 1.                        | Gino Mäder                | Bahrain Victorious                 | 26 pts                    |                           |
| 2.                        | Geoffrey Bouchard         | AG2R Citroën Team                  | 18 pts                    |                           |
| 3.                        | Kobe Goossens             | Lotto-Soudal                       | 18 pts                    |                           |
| 4.                        | Francesco Gavazzi         | Eolo-Kometa                        | 17 pts                    |                           |
| 5.                        | Vincenzo Albanese         | Eolo-Kometa                        | 16 pts                    |                           |
| 6.                        | Rein Taaramäe             | Intermarché-Wanty-Gobert Matériaux | 13 pts                    |                           |
| 7.                        | Matej Mohorič             | Bahrain Victorious                 | 10 pts                    |                           |
| 8.                        | Alessandro De Marchi      | Israel Start-Up Nation             | 10 pts                    |                           |
| 9.                        | Simon Pellaud             | Androni Giocattoli-Sidermec        | 9 pts                     |                           |
| 10.                       | Nikias Arndt              | Team DSM                           | 9 pts                     |                           |

### Classificação dos jovens(Maglia Bianca)
| Classificação dos jovens | Classificação dos jovens | Classificação dos jovens | Classificação dos jovens | Classificação dos jovens |
| Ciclista                 | Ciclista                 | Equipe                   | Tempo                    |                          |
| ------------------------ | ------------------------ | ------------------------ | ------------------------ | ------------------------ |
| 1.                       | Attila Valter            | Groupama-FDJ             | 31h10m53s                |                          |
| 2.                       | Remco Evenepoel          | Deceuninck-Quick Step    | + 11s                    |                          |
| 3.                       | Egan Bernal              | Ineos Grenadiers         | + 16s                    |                          |
| 4.                       | Aleksandr Vlasov         | Astana-Premier Tech      | + 24s                    |                          |
| 5.                       | Daniel Felipe Martínez   | Ineos Grenadiers         | + 1m06s                  |                          |
| 6.                       | Tobias Foss              | Jumbo-Visma              | + 1m53s                  |                          |
| 7.                       | Jai Hindley              | Team DSM                 | + 3m40s                  |                          |
| 8.                       | Gino Mäder               | Bahrain Victorious       | + 4m44s                  |                          |
| 9.                       | João Almeida             | Deceuninck-Quick Step    | + 4m49s                  |                          |
| 10.                      | Harold Tejada            | Astana-Premier Tech      | + 5m13s                  |                          |

### Classificação por equipas"Súper team"
| Classificação por equipes | Classificação por equipes | Classificação por equipes | Classificação por equipes |
| Equipe                    | Equipe                    | Tempo                     |                           |
| ------------------------- | ------------------------- | ------------------------- | ------------------------- |
| 1.                        | Ineos Grenadiers          | 93h35m22s                 |                           |
| 2.                        | Bahrain Victorious        | + 1m05s                   |                           |
| 3.                        | Team BikeExchange         | + 2m15s                   |                           |
| 4.                        | Trek-Segafredo            | + 3m59s                   |                           |
| 5.                        | Deceuninck-Quick Step     | + 5m08s                   |                           |
| 6.                        | Team DSM                  | + 8m16s                   |                           |
| 7.                        | EF Education-Nippo        | + 9m32s                   |                           |
| 8.                        | Movistar Team             | + 10m00s                  |                           |
| 9.                        | Jumbo-Visma               | + 18m00s                  |                           |
| 10.                       | UAE Team Emirates         | + 21m17s                  |                           |

## Abandonos
- Caleb Ewan não completou a etapa por uma lesão no joelho.[1]